# Maximón

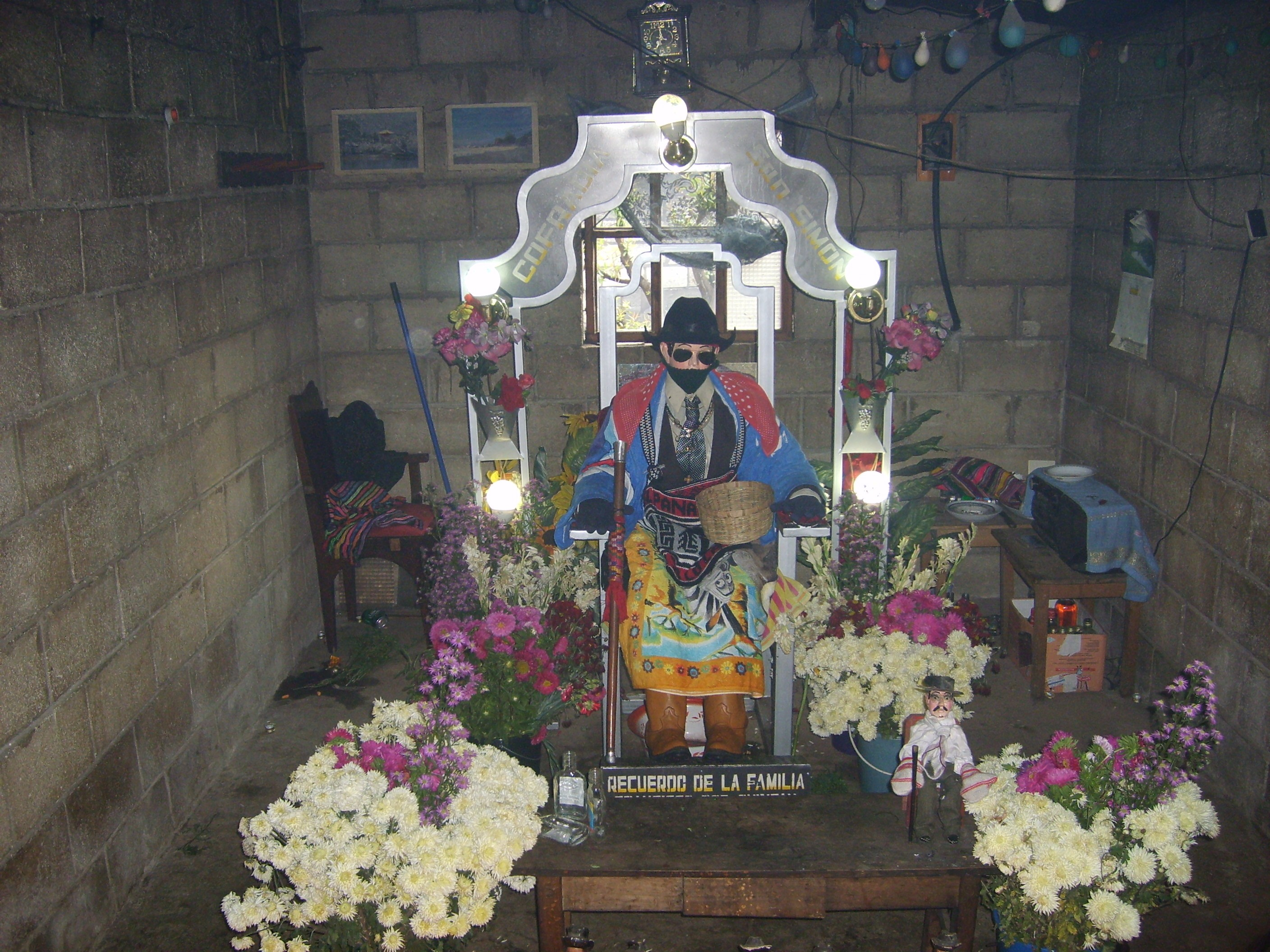
Maximón (Zunil)

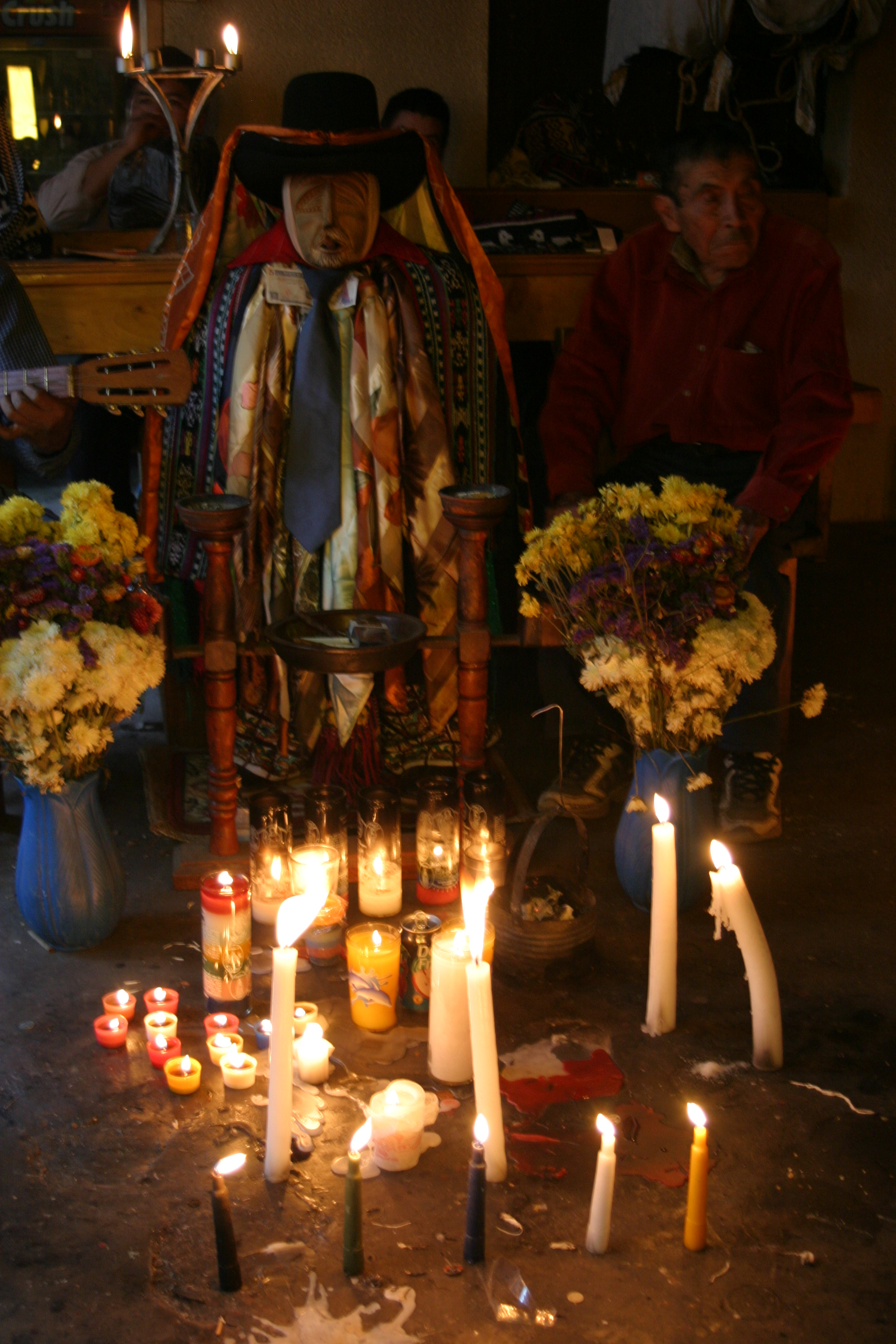
Maximón (Santiago Atitlán)

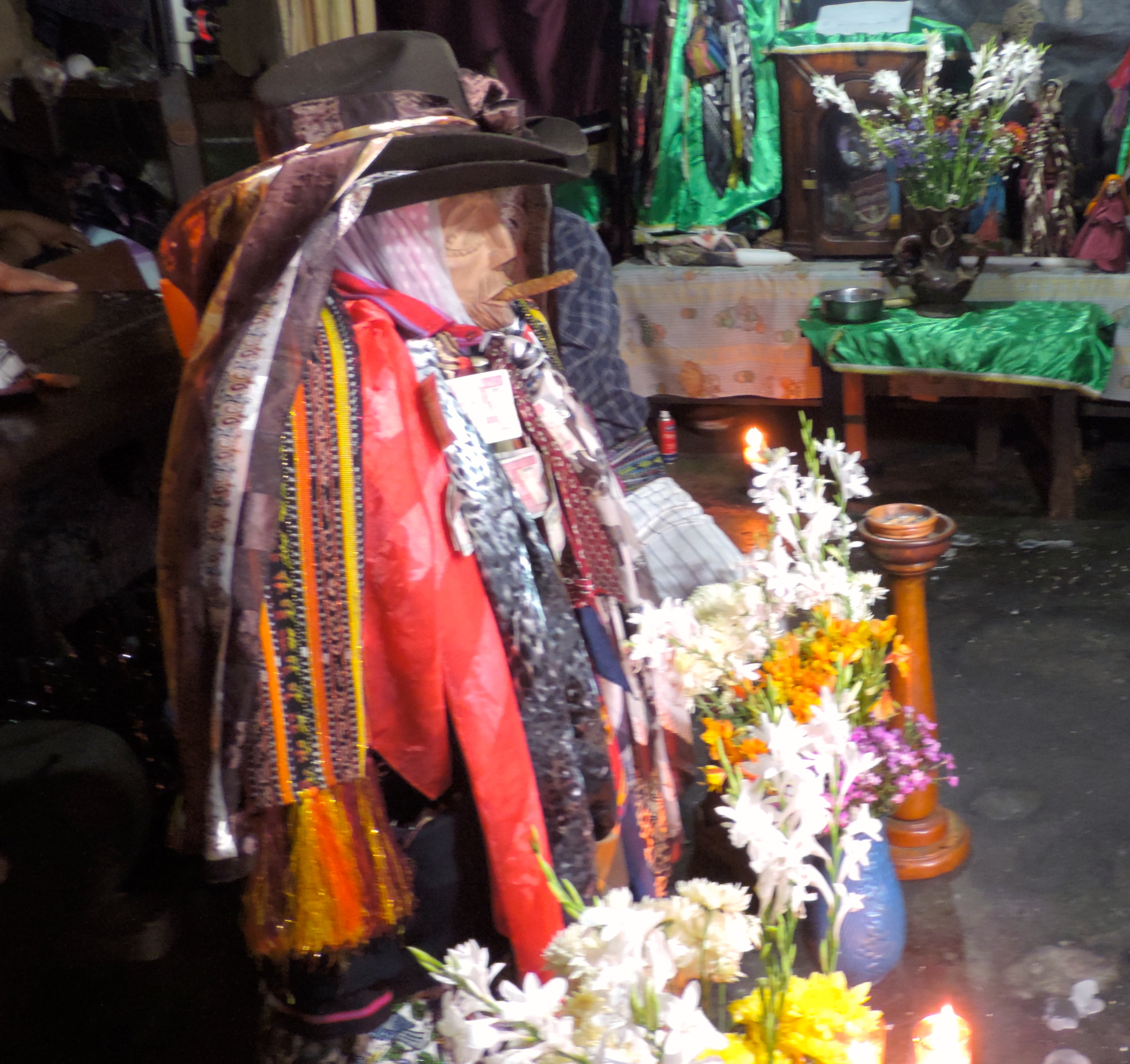
Maximón (Chichicastenango)

Maximón oder auch San Simón ist ein im Hochland Guatemalas verehrter Volksheiliger, dem sowohl positive (heilende und beschützende) als auch negative (unheilvolle und verfluchende) Kräfte zugesprochen werden.

## Verbreitung
Die volkstümliche und sehr lebendige Verehrung Maximóns findet sich stammesübergreifend in etwa 20 Ortschaften im Bergland Guatemalas; die bekanntesten sind: Santiago Atitlán, Zunil, San Andrés Itzapa u. a.

## Geschichte
Seit wann die Verehrung Maximóns in Guatemala existiert, ist nicht bekannt; zumeist wird das 19. Jahrhundert angenommen. Wahrscheinlich gab es Vorläufer, denn einige Züge Maximóns lassen sich bis in die spanische Kolonialzeit hinein oder gar bis in die Epoche der Maya zurückverfolgen.

## Charakter
Maximón ist ein synkretistischer Heiliger, der nur schwer einzuordnen ist, denn nahezu jeder Gläubige macht sich – situationsabhängig – sein eigenes Bild. Maximón trägt sowohl Züge der Maya-Gottheit Maam und verbindet diese mit biblischen (Simon Magus, Judas Iskariot) und kolonialzeitlichen (Pedro de Alvarado) Elementen. Manchmal gilt er auch als Mittler zwischen den Mächten des Himmels (huracán) und denen der Unterwelt (xibalba). In seinem Namen schwingt auch das lateinische Wort maximus („der Größte“) mit.

## Darstellung
Die annähernd lebensgroßen Maximón-Figuren haben traditionell ein eher westlich-koloniales Erscheinungsbild, das dem eines Großgrundbesitzers des 19. oder beginnenden 20. Jahrhunderts nahekommt – zu ihrer Ausstaffierung gehören Hut, Anzugjacke, Hemd, Krawatte, Stoffhose und teure Lederschuhe, manchmal auch eine Sonnenbrille, Schnäuzer und Bart. Sie sitzen mehr oder weniger erhöht auf einem Stuhl bzw. in einem Sessel, die von Blumenvasen und/oder Kerzen umstellt sind. Die Füße Maximóns ruhen oft auf einem Fußbänkchen.

## Kult
Maximón wird in einem eigens für ihn reservierten Gebäude oder Raum verehrt. In Santiago Atitlán wechselt sein Aufenthaltsort alljährlich. Diese Rahmenbedingungen liegen in den Händen einer Bruderschaft (cofradia). Täglich statten ihm viele Dorfbewohner aber auch Pilger aus der Umgebung – meist in Begleitung eines Heilers (curandero) – einen Besuch ab. Als Gaben bringen sie Kerzen, Blumen und Blütenblätter mit, die sie auf dem Boden oder auf kleinen Altären aufstellen bzw. ausbreiten. Vor allem aber spielen Alkohol und Zigarren bzw. Zigaretten eine große Rolle bei der Hervorbringung seiner heilenden und helfenden Kräfte – manchmal wird der Stuhl, auf dem er sitzt, nach hinten gekippt und einige Tropfen Schnaps werden ihm eingeflößt; die Zigarren und Zigaretten werden von den Männern angeraucht und ihm dann glimmend in den Mundwinkel gesteckt. Musik – auch aus Radios – und Weihrauch scheint er zu mögen; auch Banknoten werden verlangt – vor allem von ausländischen Fotografen und Touristen.
Bei Prozessionen in der Karwoche oder am Festtag des Kirchenpatrons folgt Maximón – manchmal sogar mit Erlaubnis des örtlichen Pfarrers – am Ende des Umzugs.

## Kräfte
Maximóns Kräfte werden bei allen möglichen Anlässen angerufen (Eheprobleme, Kinderwünsche, Arbeitslosigkeit etc.), am wichtigsten sind seine Heilkräfte jedoch bei der Behandlung von physischen und psychischen Krankheiten. Zur Linderung bzw. Heilung von körperlichen oder geistigen Beschwerden (z. B. von Epilepsie oder Depressionen) sprechen die Heiler (curanderos) in Anwesenheit des Kranken Beschwörungsformeln im jeweiligen Maya-Dialekt. Der oder die Kranke wird von ihnen mit brennenden Kerzen umkreist, mit Alkohol aus dem Mund besprüht und bei schnellen kreisenden Bewegungen mit den Händen berührt. Ruhige Bewegungen und Gesten wie Handauflegen etc. sind eher selten.

## Sonstiges
In seinem im Jahr 1934 veröffentlichten Reisebericht Beyond the Mexique Bay zeigt sich der englische Schriftsteller Aldous Huxley fasziniert vom Kult um Maximón.